# Prosperita Open 2006
Il Prosperita Open 2006 è stato un torneo di tennis facente parte della categoria ATP Challenger Series nell'ambito dell'ATP Challenger Series 2006. Il torneo si è giocato a Ostrava in Repubblica Ceca dal 1º al 7 maggio 2006 su campi in terra rossa.

## Vincitori

### Singolare
Ivo Minář ha battuto in finale  Marcel Granollers con il punteggio di 6–1, 6–0

### Doppio
Jaroslav Pospíšil /  Pavel Šnobel hanno battuto in finale  Philipp Marx /  Torsten Popp con il punteggio di 6–4, 6(3)–7, [10–6]